# Аварія нафтового танкера MV Wakashio (2020)
20°26′17″ пд. ш. 57°44′41″ сх. д. / 20.43812° пд. ш. 57.74463° сх. д.
Аварія балкера MV Wakashio (2020)
Японський балкер класу кейпсайз скинув внаслідок посадки на мілину дуже низькосірчасте паливо поблизу острова Маврикій в Індійському океані . Внаслідок викиду палива серйозно забруднено морське довкілля та води, що призвело до загибелі морської фауни та забруднення коралових рифів.

## Історія
Судно Wakashio сіло на мілину коралового рифу 25 липня, але спочатку витоку палива не спостерігалося. Витік палива почався з судна 6 серпня, вже тоді влада Маврикію намагалася ліквідувати розлив та мінімізувати його наслідки. Вони виокремили екологічно чутливі ділянки узбережжя, чекаючи допомоги з іноземних країн для випуску приблизно 3,890 тонн дуже низькосірчистого палива.
На 10 серпня вже витекло приблизно 1,000 метричних тонн палива, а оцінки залишкової кількості палива на борту судна варіювалися від 2,500 до 3,000 метричних тонн. Сильний вітер і хвилі заввишки 5 метрів призупинили роботи з прибирання 10 серпня; видимі тріщини в корпусі судна викликали страхи, що воно може «розірватися навпіл», за словами прем'єр-міністра Маврикію Правінда Кумара Джугнаута. Джугнаут заявив, що з баків судна відкачано 3,000 тонн палива. Дані з супутників показали, що розлив збільшився з 3,3 км2 6 серпня до 27 км2 11 серпня.
Судно розірвалося 15 серпня, коли всередині було ще 166 тонн палива. Хвилі заввишки 4,5 метра ускладнили роботи з прибирання. Після розриву носова частина Wakashio була затягнута у відкритий океан і затоплена 24 серпня. Операції з відновлення тривали навколо кормової частини, яка залишилася на мілині, і 31 серпня буксир, який працював на місці катастрофи, потонув після зіткнення з баржею на сильному вітрі, внаслідок чого загинули принаймні троє членів екіпажу. У жовтні контракт на вилучення залишкової кормової частини Wakashio, яка досі застрягла на рифі, доручили китайській компанії Lianyungang Dali Underwater Engineering, яка планувала розпочати розбірку у грудні та продовжувати операції протягом принаймні кількох місяців.
Згідно з дослідженнями, під час яких проводились інтерв'ю з членами екіпажу, екіпаж відзначав день народження одного з моряків на борту судна в момент, коли судно сіло на мілину та йшло близько до берега для отримання сигналу Wi-Fi. Однак місцева поліція відкидала повідомлення про те, що судно йшло близько до берега в пошуку сигналу Wi-Fi, стверджуючи, що для пошуку сигналу мобільного телефону не потрібно було йти так близько до берега. Крім того, оператор судна, компанія Mitsui OSK Lines, заявила, що їхній флот мав доступ до безплатного та необмеженого інтернет-з'єднання. Капітан судна, 58-річний громадянин Індії на ім'я Суніл Кумар Нандешвар, та заступник капітана були затримані 18 серпня під підозрою в недбалості в експлуатації судна.

## Дії з ліквідації
Прем'єр-міністр Правінд Кумар Джугнаут оголосив «надзвичайний екологічний стан» і звернувся по допомогу до міжнародної спільноти. «Коли біорізноманіття перебуває під загрозою, потрібно терміново діяти».
11 серпня 2020 року Індія виступила як перша служба реагування, Indian Oil Mauritius Ltd (IOML) почала евакуювати паливо з пошкодженого судна на баржу IOML Tresta Star, яка вміщала 1000 тонн палива.
Індія надіслала в країну 30 тонн (30 довгих тонн; 33 короткі тонни) технічного обладнання та матеріалів, щоб допомогти стримати розлив нафти, а також групу з 10 членів берегової охорони Індії, яка спеціалізується на локалізації розливів нафти. Застосовані «сорбентові» прокладки на основі графену здатні поглинати великі об'єми нафти і їх можна повторно використовувати до 6—7 разів, щоб сорбенти могли забезпечити більше видалення розлитого палива.
Президент Франції Еммануель Макрон написав у Твіттері: «Франція поруч. Разом з народом Маврикія. Ти можеш розраховувати на нашу підтримку, дорогий Жугнат». Франція відправила як військову, так і цивільну техніку та персонал зі своєї заморської території Реюньйон.
Місцеві волонтери об'єднали зусилля, щоб виправити ситуацію, створивши бар'єри з тканини, набитої соломою та людським волоссям. Японія направила бригаду спеціалістів із шести осіб, щоб допомогти в очищенні моря.
Конференція Організації Об'єднаних Націй з торгівлі та розвитку заявила, що розлив «ризикує спричинити руйнівні наслідки для економіки, продовольчої безпеки, охорони здоров'я та індустрії туризму».
У серпні 2020 року Japan P&I, страховик Wakashio, призначив дві компанії, а саме Polyeco SA і Le Floch Depollution, для проведення операцій з очищення на південному сході Маврикія.
Розлиту нафту зібрали й завантажили на баржі для обробки в Порт-Луї. 31 серпня сталася смертельна аварія під час шквалу, коли буксир Sir Gaëtan Duval зіткнувся з баржею і згодом затонув; троє з восьми осіб екіпажу загинули, а ще один вважався зниклим безвісти.
До початку листопада все поверхневе паливо вилучили з вод Маврикія.
15 грудня 2020 року Polyeco SA оголосила, що завершила очищення 21 кілометра (13 миль) берегової лінії, а саме Блу-Бей, Пуант-д'Есні, Готель Preskil, Пуент-Жером, Набережна Маебурга, Пті-Бель-Ейр, Анс-Фоврелль, Рів'єр des Créoles, Pointe Brocus, l'Île Aux Aigrettes, l'Île Mouchoir Rouge і l'Île des Deux Cocos.
Японський клуб P&I Club 14 січня 2021 року організував медіа-тур після операцій з очищення на південному сході Маврикія. Протягом 5 місяців у ході операцій мобілізували 370 осіб. Близько 1300 кубічних метрів (46 000 кубічних футів) рідких відходів перекачали та обробили на нафтопереробних заводах Virgin Oil Ltd та Eco Fuel Ltd, а 7900 кубічних метрів (280 000 кубічних футів) твердих відходів вилучили з берегової лінії.

## Інтернет-ресурси
- Вікісховище має мультимедійні дані за темою: Аварія нафтового танкера MV Wakashio (2020)
- Mauritius oil spill: An alarm bell for environmental safety (by Nick Clark, Al Jazeera)
- Wakashio-investigation-report.pdf